# Museo Nacional del Prado

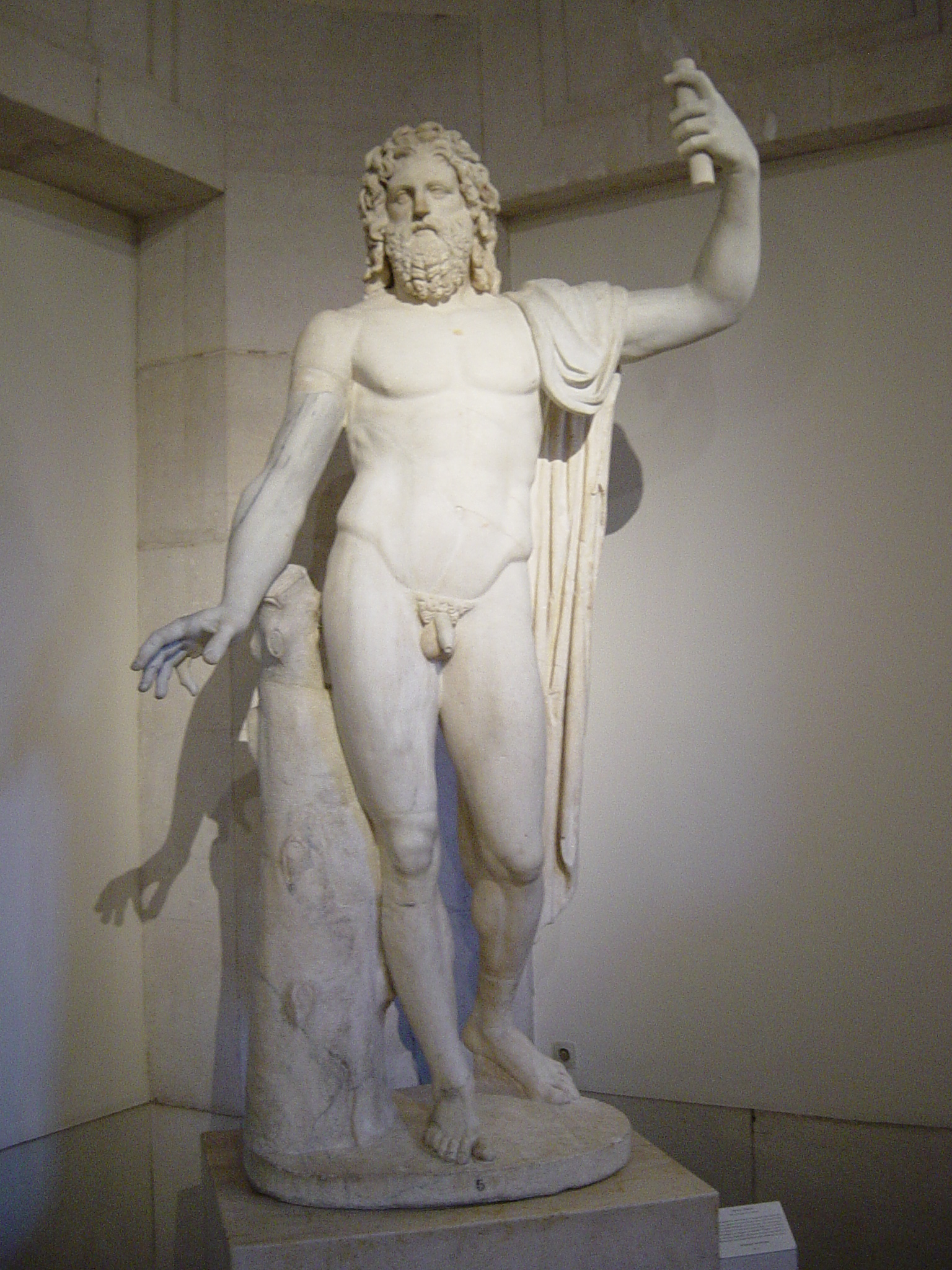
Beeld van Jupiter Tonans, vermoedelijk het cultusbeeld van zijn tempel in Rome (ca. 1e eeuw), naar een Grieks origineel van Leochares voor het Heiligdom van Zeus Polieus op de Akropolis (4e eeuw v.Chr.), Prado

Het Prado, officieel het Museo Nacional del Prado, is een van de grootste kunstmusea ter wereld, gevestigd in Madrid.
De collectie omvat werken tot de 19e eeuw. Het museum heeft 5000 tekeningen, 2000 prenten, 1000 munten en medailles, en zo'n 2000 voorwerpen van toegepaste kunst. Er zijn ongeveer 700 beelden, waaronder de groepen Castor en Pollux (1e eeuw) en Karel V en de Razernij (16e eeuw).

## Schilderkunst
De collectie schilderkunst omvat meer dan 8600 schilderijen. De grootste zaal in het museum is gewijd aan Diego Velázquez, met zijn schilderij Las Meninas als blikvanger. Er is ook een groot aantal werken van andere Spaanse kunstschilders:
- El Greco
- Diego Velázquez
- Bartolomé Murillo
- Francisco Goya
- Luis de Morales
- Francisco de Zurbarán
- Juan Bautista Maíno

Verder omvat de collectie werken van de kunstschilders:
- Fra Angelico
- Jheronimus Bosch o.a. Tuin der lusten
- Joachim Patinir
- Albrecht Dürer
- Rembrandt
- Andrea Mantegna
- Antonello da Messina
- Peter Paul Rubens
- Jan Roos
- Anthonie Mor
- Botticelli
- Rafaël
- Titiaan
- Caravaggio
- Rogier van der Weyden, Kruisafneming

De stromingen vertegenwoordigd in het Prado zijn:
- barok, barok-classicisme, piëtisme en emotionalisme.

## Enkele werken in het Prado

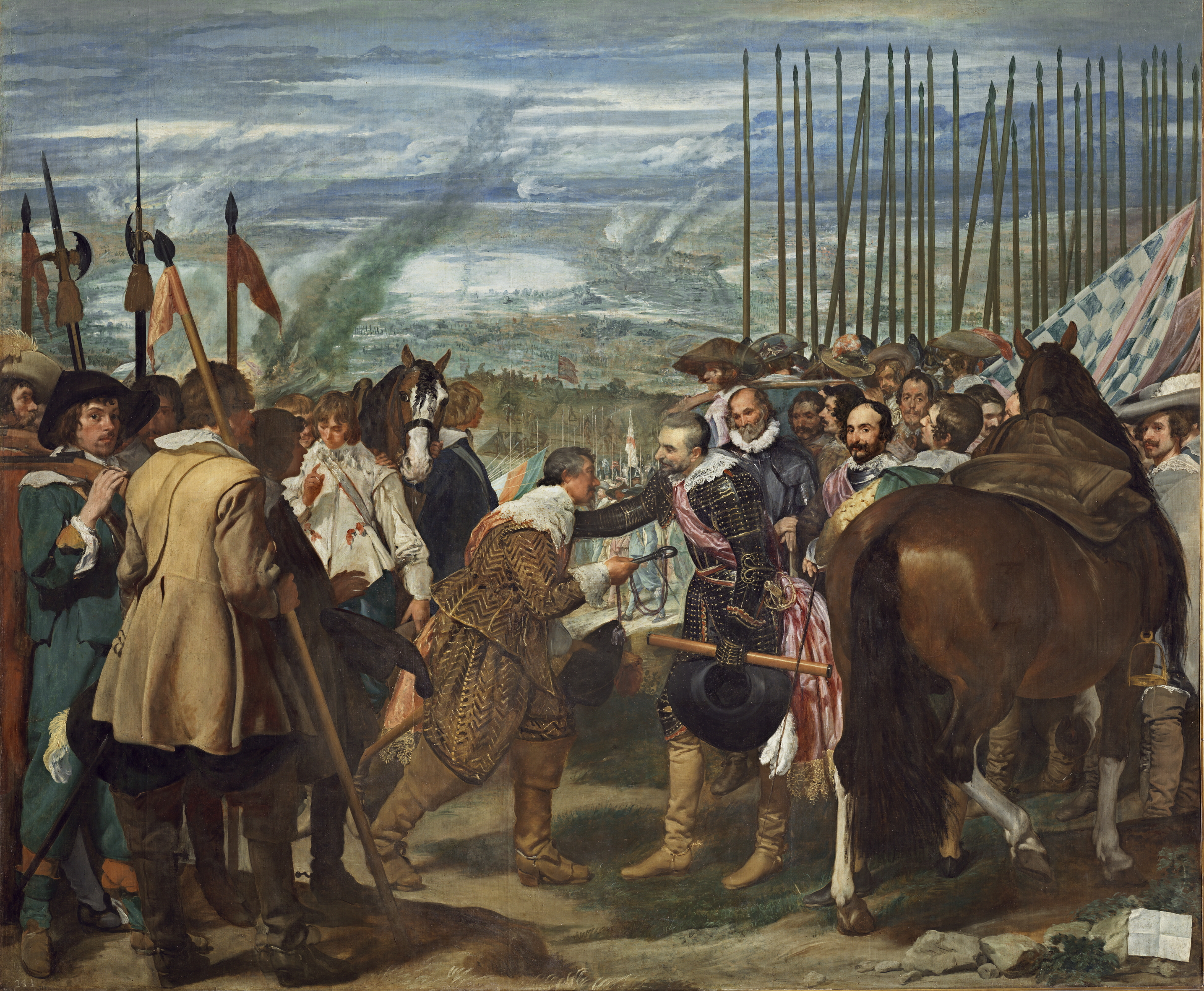
De overgave van Breda (las Lanzas), 1634-1635, van Velázquez
Tuin der lusten van Jheronimus Bosch
Kruisafneming van Rogier van der Weyden
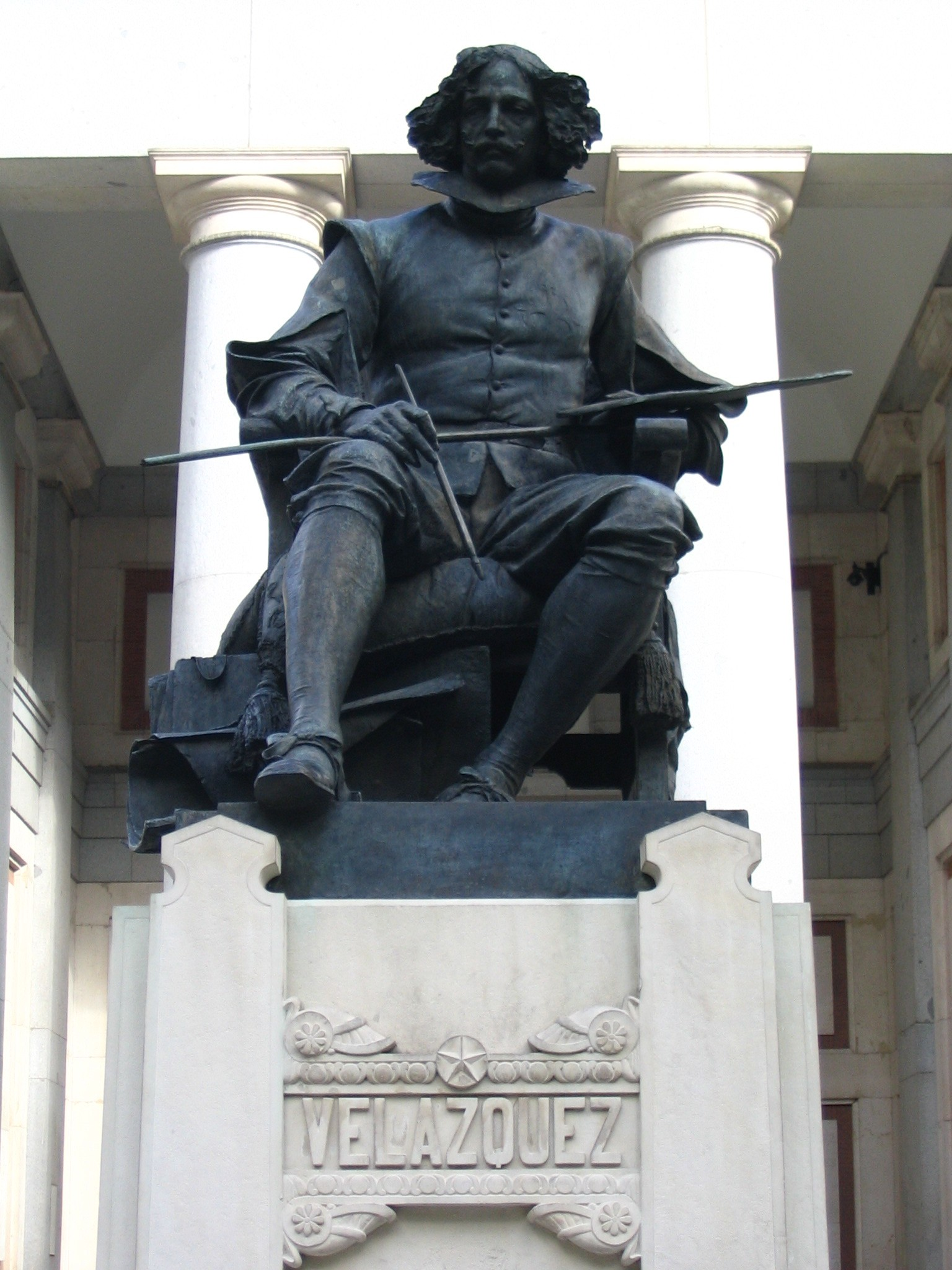
De Annunciatie, van Fra Angelico
Keizer Karl V. te paard, van Titiaan
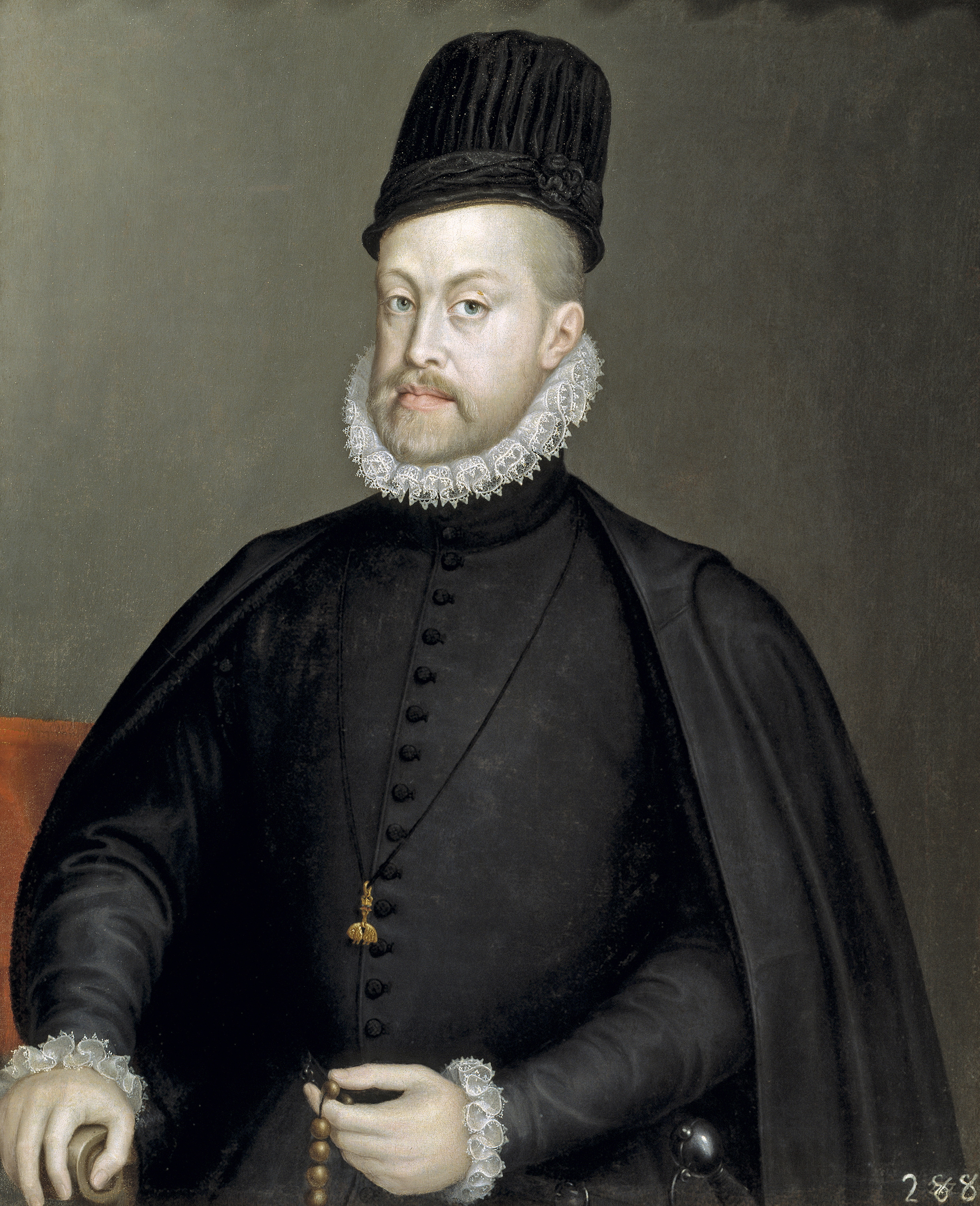
Philip II. (1527–1598), van Alonso Sánchez Coello
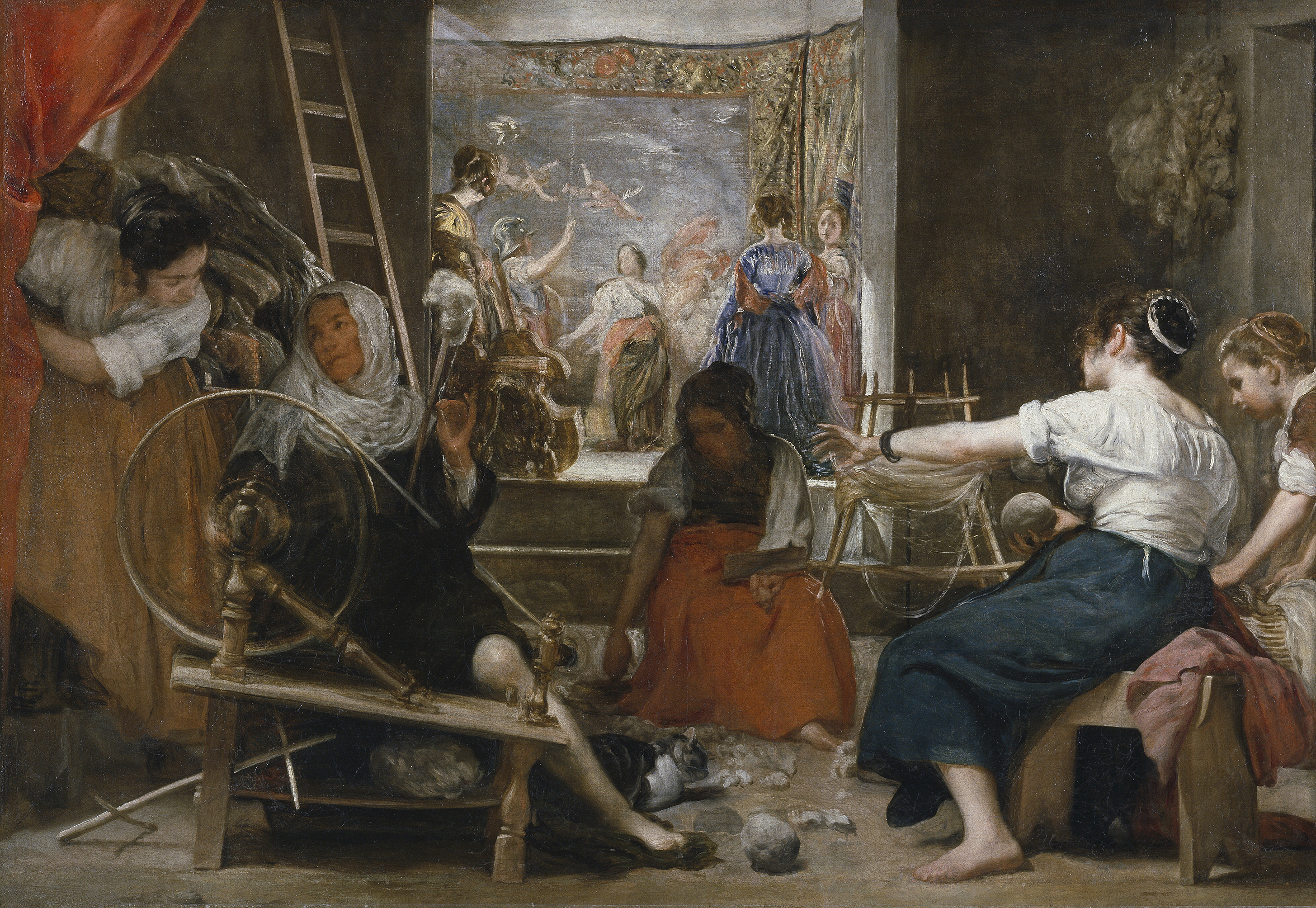
Spinnerinnen, van Velázquez
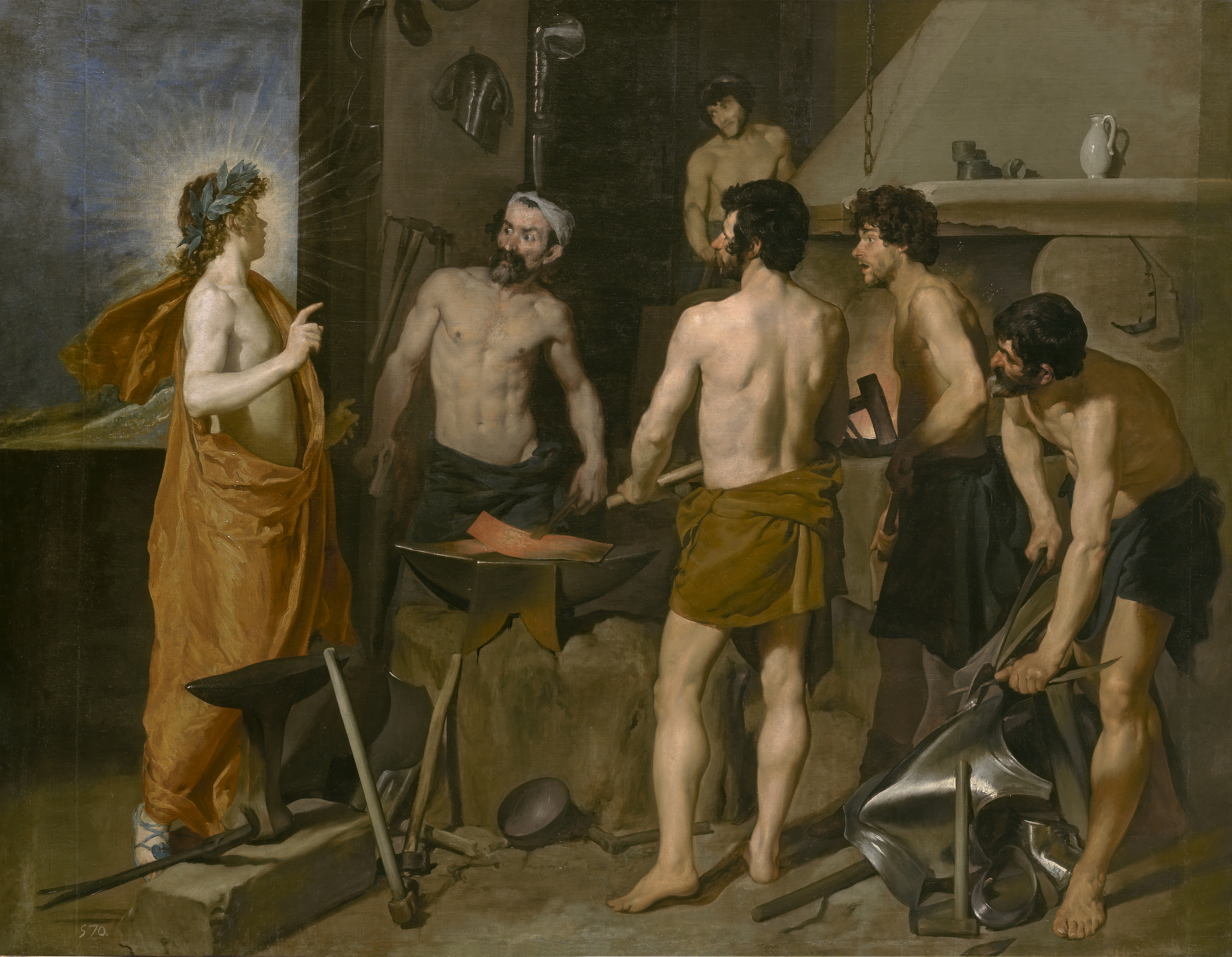
Die Schmiede des Vulkan, van Velázquez
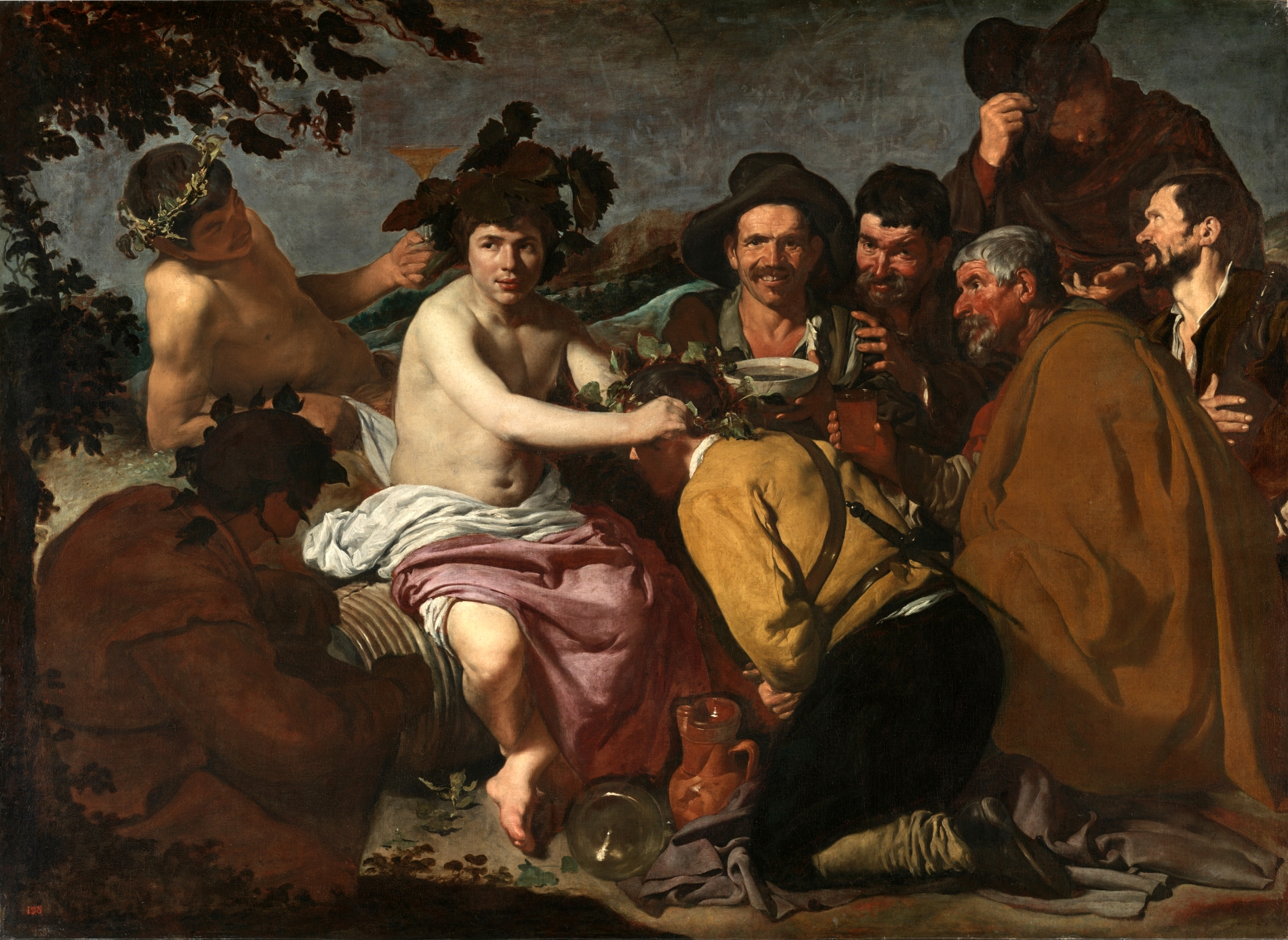
Triomf van Bacchus (Los Borrachos), van Velázquez
Beschieting op 3 mei 1808 in Madrid, van Francisco Goya
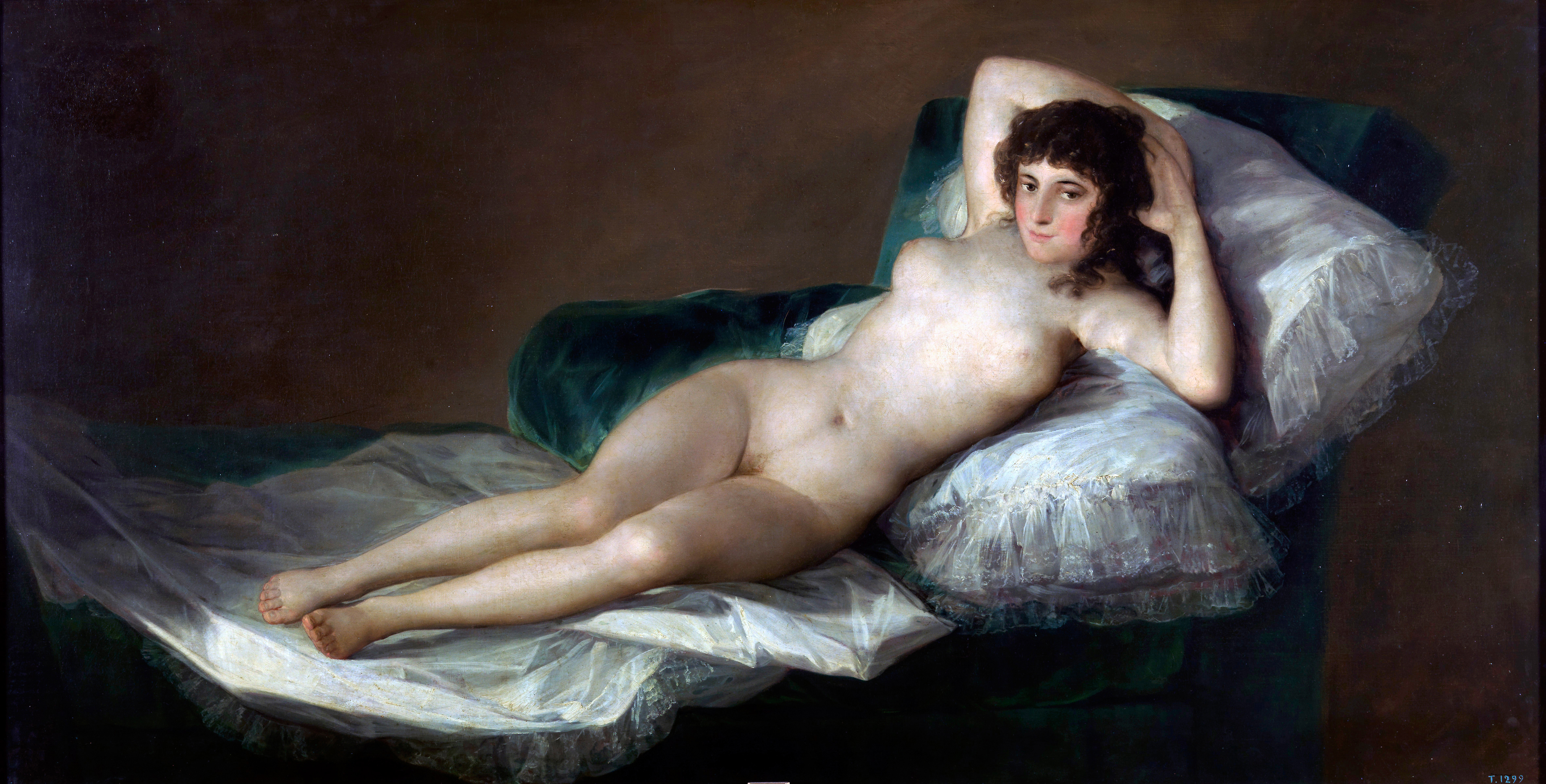
"De naakte Maja" (La Maja desnuda), van Francisco Goya
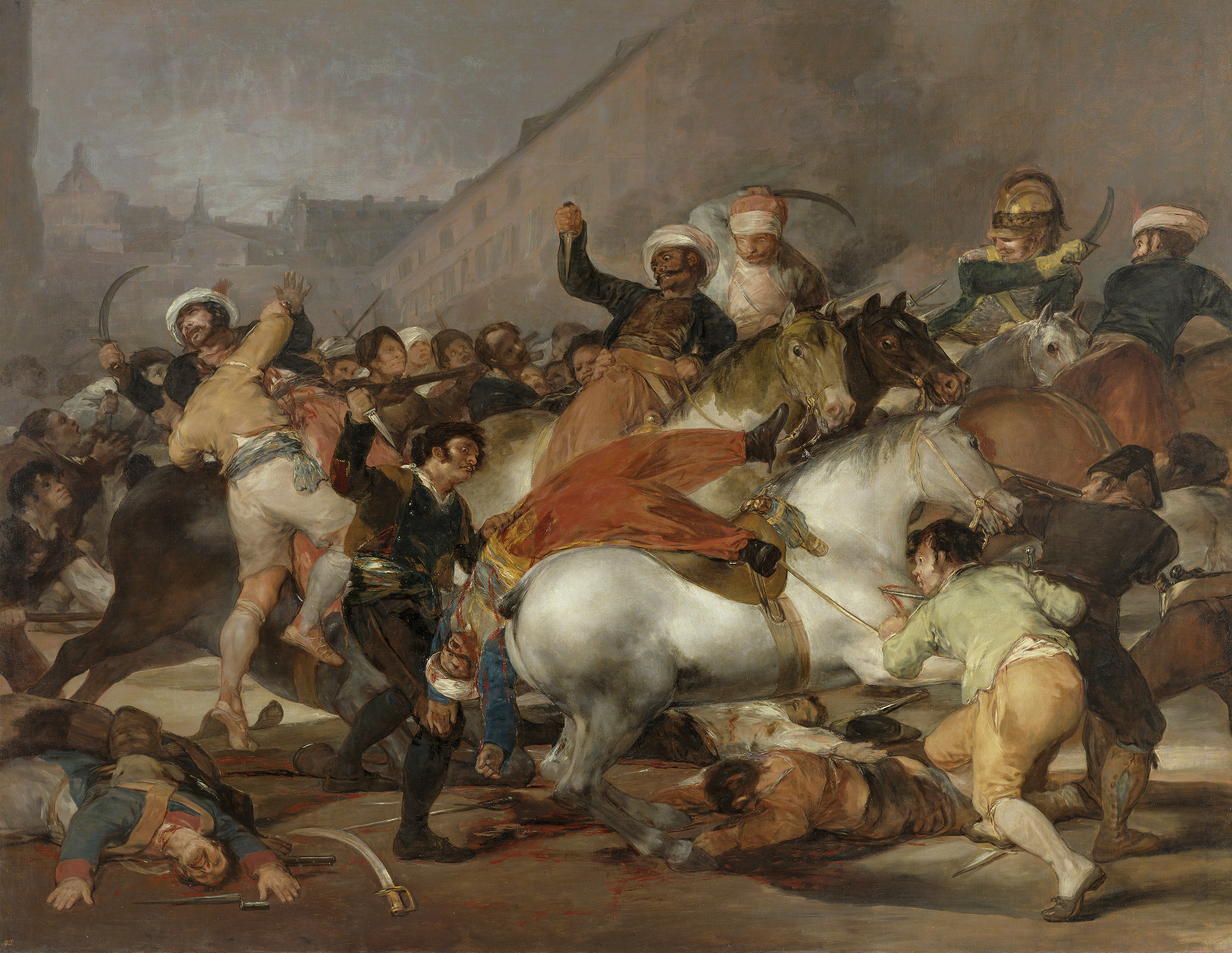
Kamp 2 mei 1808 in Madrid, van Francisco Goya
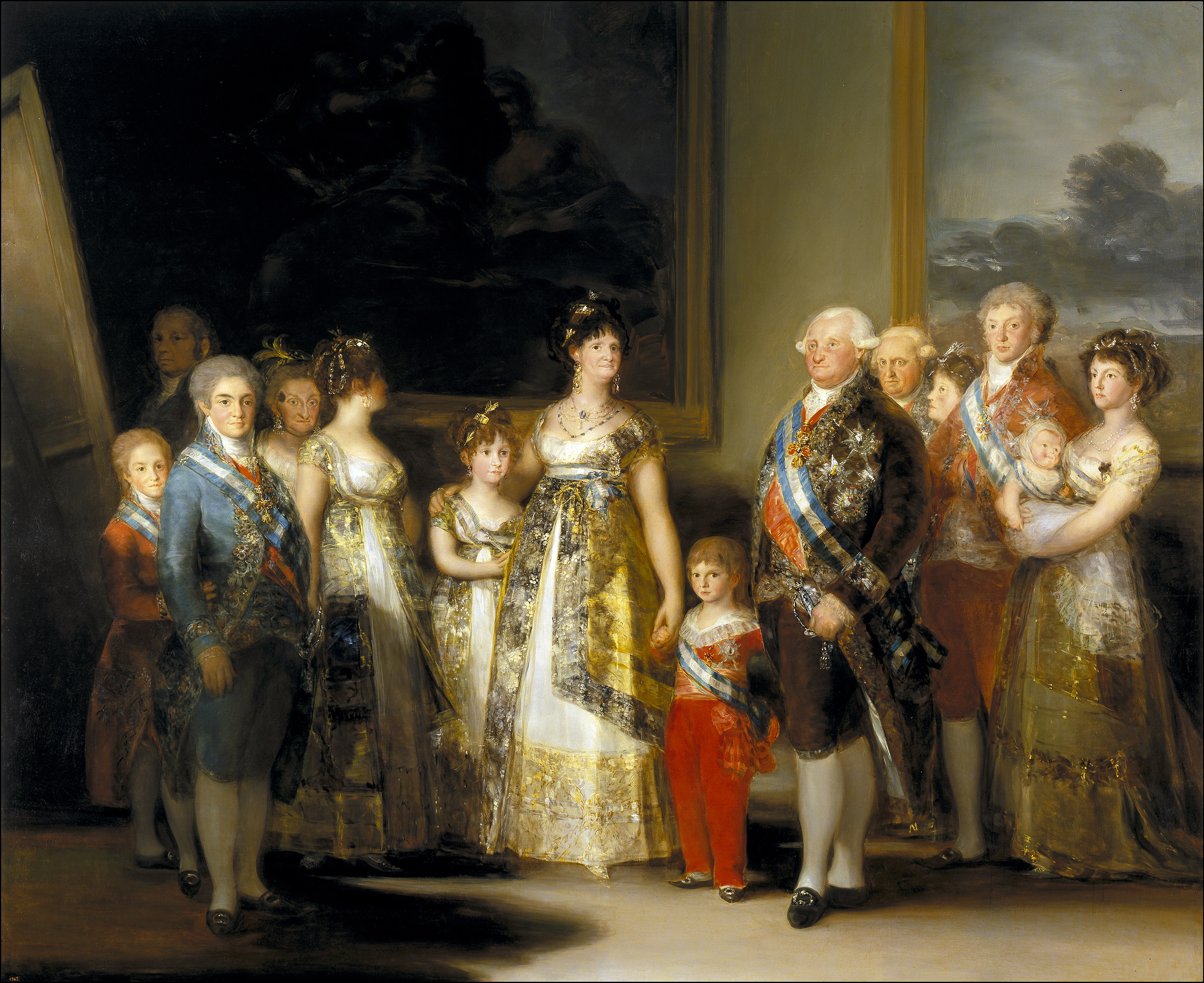
De familie van Carlos IV, van Francisco Goya
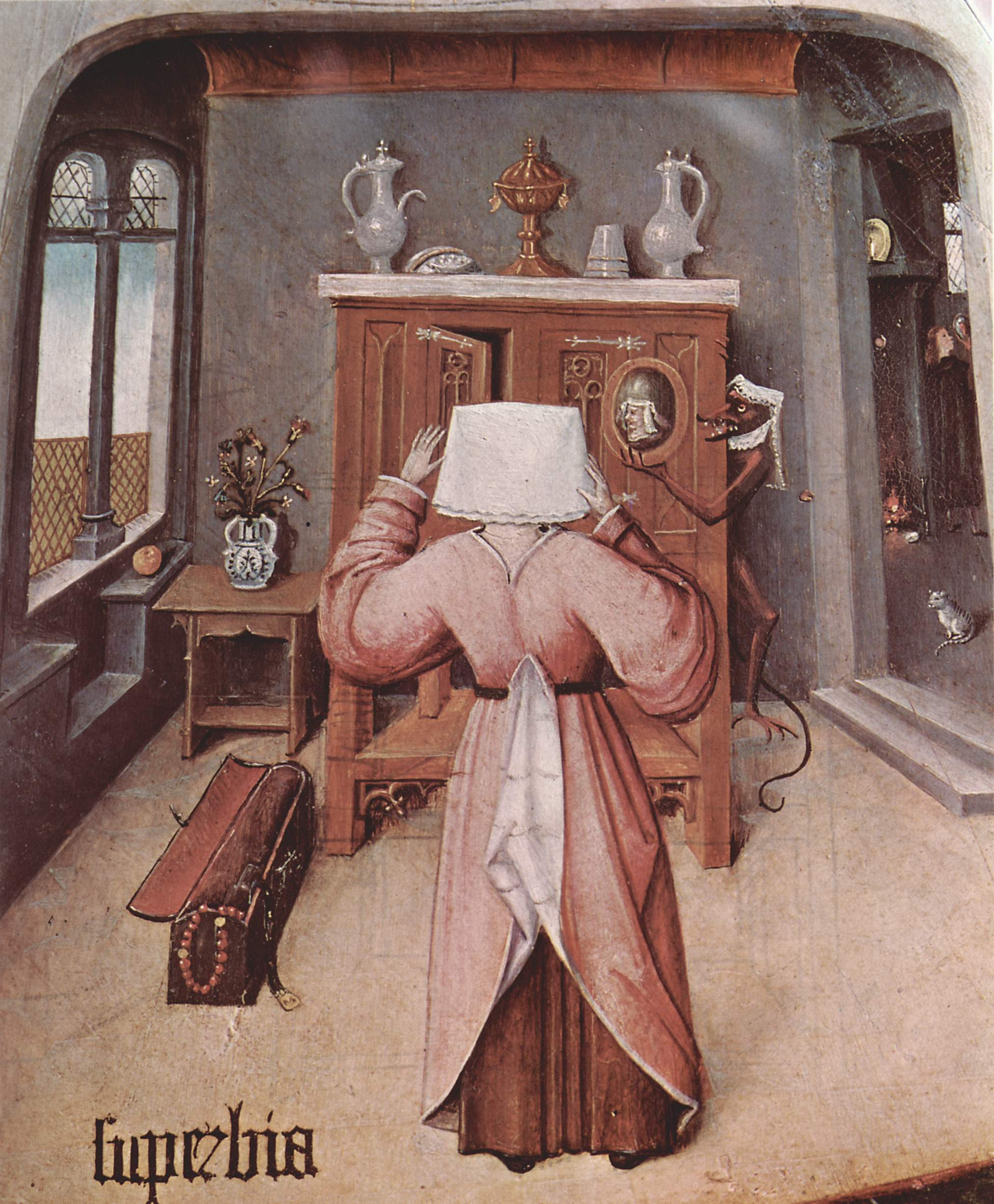
De Zeven Hoofdzonden (detail), circa 1480, van Jheronimus Bosch
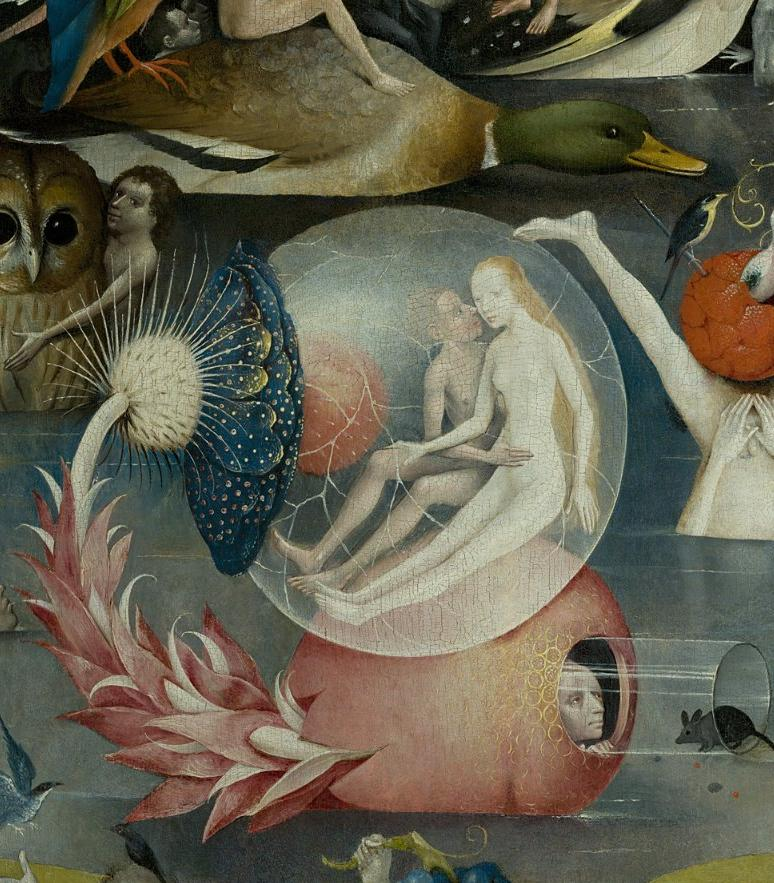
Tuin der lusten (detail), circa 1475, van Jheronimus Bosch
Artemisia, 1634, van Rembrandt van Rijn